# Municipio San Casimiro
El Municipio San Casimiro es uno de los 18 municipios que forman parte del Estado Aragua, Venezuela. Tiene 498 km² representando un 7.15 % del territorio regional y una población de 32.961 habitantes (censo 2011). Su capital es San Casimiro de Güiripa. Está ubicado al centro-sur del Estado Aragua.
San Casimiro de Güiripa, ciudad del estado de Aragua, en Venezuela, capital del municipio homónimo. Emplazada a 500 m de altitud en las márgenes del río Zuata, se comunica por carretera con San Sebastián de los Reyes y Cua. Se cultiva caña de azúcar, cacao y café en las zonas más altas de las nacientes del río Zuata. La ganadería de leche y la producción semiartesanal de quesos es una importante actividad en la zona.

## Historia

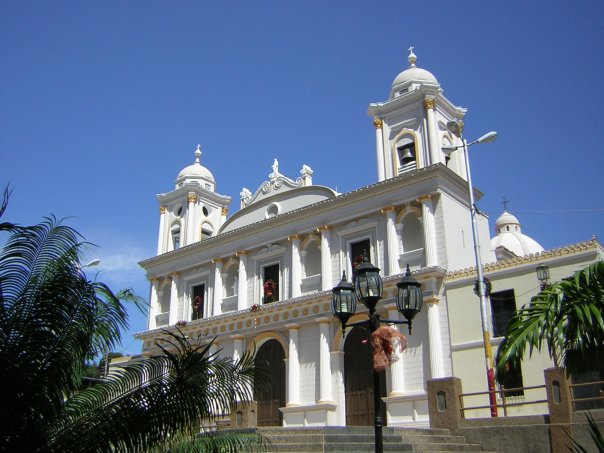
Iglesia de San Casimiro.

Los orígenes de San Casimiro se remontan a la época colonial, primero surgió el poblado de Güiripa y luego en su inmediaciones, en tierras que para el año 1725 aparecen como propiedad del capitán Miguel Francisco Reina nació otro pequeño caserío , Después que el obispo Mariano Martí recibiera con profundo beneplácito el anuncio de don José Reina y su mujer María Petronia Torres de que donarían las tierras para edificar el pueblo, los vecinos se recogen en sus casas y el prelado Martí se va a la alcoba de la casa de Don José.- El pueblo ya tenía el toponímico indio, faltaba el nombre cristiano. El Obispo sentado en la orilla de la cama comienza a hojear el Santoral buscando un nombre para el pueblo.
Tras pasar muchas páginas, se encuentra con el nombre de San Casimiro. La coincidencia estriba en que el pasado 4 de marzo de ese año de 1783, se acababan de cumplir 300 años de la muerte de dicho santo, por lo que resuelve bautizarlo bajo el nombre de San Casimiro de Güiripa el 6 de octubre de ese mismo año. San Casimiro fue un santo polaco, cuyo nombre no se había pegado al santoral español. Cuando el Obispo cierra el santoral, en ese preciso instante, comenzamos a ser únicos en América, únicos en Venezuela.
Al día siguiente se celebra la misa en el corredor de la casa de la familia Reina Torres y a la mañana del día siguiente, el Obispo se dispone a marcharse, muchos se acercan a despedirlo. Emprende el camino hacia Güiripa, tramonta el rumbo de Las Dolores y Guare, en la tarde llegan extenuados a Tácata. Quedará allí por unos días y luego proseguirá a otros pueblos del Tuy. Paracotos, Charallave, Sabana de Ocumare, San Francisco de Yare y Santa Lucía.
Don Mariano Martí fue un obispo muy viajero, ya que visitó 211 pueblos y fundó 52 poblados o parroquias entre las cuales figuran en Aragua, El Concejo, Magdaleno, Santa Cruz de Aragua y Taguay. Igualmente en Guárico, funda San Juan de los Morros y Valle de la Pascua.
La razón de su existencia, al igual que con otros centros poblados de la zona, se explica en sus favorables condiciones ambientales, para el cultivo de algunos productos agrícolas de mayor comercialización para aquel entonces como: caña de azúcar, el cacao y el añil, luego a partir del siglo XVIII y a lo largo del siglo XIX la siembra del café se convirtió en la actividad productiva de mayor auge, tanto para el consumo interno como para la explotación: de hecho, la variedad del café cerezo de San Casimiro de Güiripa llegó a obtener dos medallas de oro en la feria mundial de 1890, en París, Francia.

## Geografía

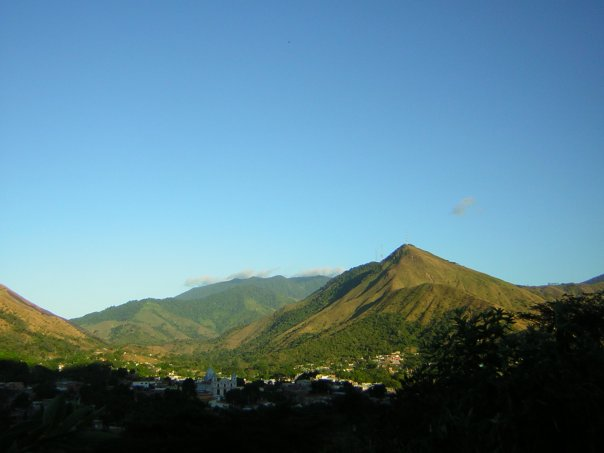
Paisaje de San Casimiro, capital del municipio.

- Ubicación: centro-norte de Venezuela y al sudeste del Estado Aragua. Distancia de Caracas: a unos 80 km y 95 km de Maracay, capital de Aragua, con 50 m s. n. m.
- Superficie: 498
- Población: 25.259 hab.
- Densidad poblacional: 46 hab/km²
- Alturas Importantes: el pico San Luis y Las Dolores, La Carolina y el topo Golfo Triste la cual es la mayor altitud del municipio con 1674 msm, y línea divisoria con Miranda

### Parroquias
1. San Casimiro
2. Güiripa
3. Ollas de Caramacate
4. Valle Morín

### Límites
- Norte: Municipio Guaicapuro (Miranda) y Municipio San Sebastián
- Sur: Municipio Camatagua
- Este: Municipio Urdaneta (Miranda)
- Oeste: Municipio San Sebastián

Situada en una zona de montañas con clima de transición cálido fresco a templada, en el suroeste del estado Aragua y por ende, al centro norte de la república. Solo 120 kilómetros lo separan de la capital del Estado;  y dista 80 km de la capital de la república: al este-norte. Hacia el este y a 25 km se halla la población mirandina de Cua, capital del distrito Urdaneta del estado Miranda; y San Sebastián de los Reyes, del estado Aragua, nos queda más o menos igual distancia: 25 km por el oeste.
Señaladas por grandes alturas, se hallan sus límites: al norte, con el distrito Guaicaipuro del Estado Miranda, en el pico San Luis- Las Dolores y Dtto. San Sebastián en La Carolina; por el oeste: el distrito Urdaneta del mismo estado Miranda - en la línea divisoria propiamente dicha: montaña de golfo Triste, cuya altura sobrepasa 1500 m s. n. m.; al oeste: con el distrito San Sebastián; y al sur: nos queda el río Guárico, en la línea divisoria con aquel estado.
Sus dimensiones alcanzan: de este a oeste, a 40 km, y hacia el norte y sur se extiende con unos 35 km.
Su extensión se aproxima a 500 km², compuestos de zonas para todos los cultivos. De consiguiente, ocupa la doceava parte de la superficie del territorio del estado Aragua.
Su altitud es de 500 m s. n. m., la ciudad; pero cercado como esta, o circundado de grandes elevaciones, en aquellos lugares aumenta considerablemente.
Su temperatura media es de 25 °C; su Lat N 10°- 0' - 00" Long 67º - 10' - 10".

### Población, superficie y densidad
La población del Municipio según censo de 1990, es de 18.681 habitantes, con una proyección para 1997 de 21.681 habitantes y para el año 2000 de 22.910 habitantes. La superficie del Municipio es de 514.32 km² y su densidad es de 42 hab./km².

### Relieve
El Municipio está ubicado en el tramo central de la serranía del interior de la cordillera de la costa, la cual presenta una topografía abrupta y se encuentra atravesando por líneas de fallas con cierto grado de peligrosidad que deben ser estudiadas.- El centro poblado está enmarcado por una serie de colina altas cuyas pendientes oscilan entre 20 y 40 % y se encuentran afectadas por procesos de erosión fluvial, lo cual le da inestabilidad al terreno, ya que supone un descenso progresivo de los materiales que conforman su geología.- Al norte existen colinas bajas con pendientes entre 0 y 20 % que no superan los 475 m s. n. m., al sur del poblado se encuentran ubicadas un conjuntos de colinas entre el río Zuata y la quebrada Toronquey.
Los terrenos de origen aluvial están representados por terrazas y por los lechos de inundación: sobre dichos lechos se han originado suelos fértiles que pueden ser utilizados en la plantación de árboles frutales.

### Hidrografía
Pertenece a la cuenca hidrográfica del río Zuata, colector principal del régimen permanente que discurre en sentido noreste y suroeste y vierte sus aguas en el margen izquierdo del río Guarico. Dichas aguas son separadas en la zona de confluencia para constituir el embalse de Camatagua. También destaca, entre otros, el río Cura.

### Clima
Pertenece al clima tropical de sabana en las zonas bajas, teniendo un clima templado de altura hacia las montañas que lo rodean. El municipio se caracteriza por tener dos (02) estaciones en las zonas bajas y media de san casimiro, una lluviosa y una seca, en las zonas altas debido a la altura y a las condiciones de los vientos que traen mucha carga de humedad; el clima es lluvioso casi todo el año, manteniéndose nublado la mayor parte del año. Las temperaturas oscilan entre 25 °C y los 26 °C en las zonas bajas y medias, en las zonas de montañas las temperaturas promedio varían entre 14 °C y 15 °C siendo las mínimas absoluta 10 °C. Las temperaturas más altas se presentan en marzo y abril y las mínimas en diciembre y enero, a comienzos de la estación lluviosa las precipitaciones mayores ocurren entre junio y julio, siendo menores durante los últimos y primeros del año, el registro pluviométrico anual es del orden de los 1.530 mm anuales en zonas bajas y más de 2.000 mm en las zonas de montaña como golfo triste.-

## Vegetación
La vegetación es de transición entre bosque seco tropical y el bosque húmedo premontano, con promedios anuales de precipitación entre 400 y 1000 mm y 1100 y 2000 mm, respectivamente.-
Las especies son meramente caducas, las cuales pierden sus hojas en la época de sequía y aumentan su follaje en la lluviosa, esta vegetación alta ocupa los terrenos adyacentes a los cursos de agua, garantizando así la conservación de los suelos.-
La cubierta vegetal arbustica es menos densa, reduciéndose a pequeñas áreas cuyo grado de protección superficial es menos efectivo.-

## Gastronomía
En el Municipio predominan los platos típicos del sur del estado tales como: Carne en vara, sancocho de res, cachapas con queso, etc., y en los que se refiere a los dulces las conservas de frutas.-

## Potenciales del municipio
El Municipio posee una serie de potencialidades que una vez desarrolladas pondrían al Municipio en un lugar privilegiado entre los que destacan:
- Alto potencial agrícola, agroindustrial y agro turístico.
- El Municipio cuenta con recursos minerales no metálicos tales como: Caliza, arcilla y arena.-

## Sitios de interés turístico
Se destacan:
• Iglesia matriz de San Casimiro.
• Población de Güiripa.-
• Plaza Bolívar de San Casimiro.-
• Pueblo de Valle Morín.-
• Río de Caramacate.-
• Chorros de Cura.-

## Política y gobierno

### Alcaldes
| Período                            | Alcalde                | Partido político / Alianza | % de votos | Notas |
| ---------------------------------- | ---------------------- | -------------------------- | ---------- | --- |
| 1989 - 1992                        | Carlos Alfredo Piñango | Copei                      | 45,64      | Primer alcalde bajo elecciones directas |
| 1992 - 1995                        | Carlos Alfredo Piñango | Copei                      | 37,02      | Reelecto (No culminó su periodo, fue revocado de su mandato en un referéndum revocarotio)                                                              |
| 1995                               | Raúl Torrealba         | MAS                        | -          | (Alcalde encargado por la cámara municipal tras referendo revocatorio)                                                                                 |
| 1995 - 2000                        | Luis Rodríguez         | Copei                      | -          | Segundo alcalde bajo elecciones directas (se realizaron elecciones generales adelantadas en el 2000 debido a la aprobación de la Constitución de 1999) |
| 2000 - 2004                        | Luis Rodríguez         | Copei                      | 45,18      | Reelecto |
| 2004 - 2008                        | Jhonny Martínez        | MVR                        | 43,56      | Tercer alcalde bajo elecciones directas |
| 2008 - 2013                        | Yris Guzmán            | PSUV                       | 52,96      | Cuarto alcalde bajo elecciones directas, se postergan un año las elecciones municipales pautadas para finales del 2012)                                |
| 2013 - 2017                        | Carlos Granadillo      | PSUV                       | 64,43      | Quinto alcalde bajo elecciones directas |
| 2017 - 2021                        | Yamir Granadillo       | PSUV                       | 44,43      | Sexto alcalde bajo elecciones directas |
| 2017 - 2021                        | Mayker López           | PSUV                       | 36,70      | Séptimo alcalde bajo elecciones directas |
| Fuente: Consejo Nacional Electoral |                        |                            |            | |

### Concejo municipal
Periodo 2021 - 2025
| Concejales:      | Partido político / Alianza |
| ---------------- | -------------------------- |
| Liliana Martinez | PSUV                       |
| Wilmen Briceño   | PSUV                       |
| America Tovar    | PSUV                       |
| Jolman Padrón    | PSUV                       |
| Bertha Machuca   | PSUV                       |
| Sabelia Castro   | LAPIZ                      |
| Maria León       | Copei                      |